# Kisoroszi
Kisoroszi è un comune dell'Ungheria di 799 abitanti (dati 2001) situato nella contea di Pest, nell'Ungheria settentrionale.